# Вале ди Сегола (Пјаченца)
Вале ди Сегола је насеље у Италији у округу Пјаченца, региону Емилија-Ромања.
Према процени из 2011. у насељу је живело 16 становника. Насеље се налази на надморској висини од 272 м.